# Delux
Delux es una banda mexicana de pop punk originaria de Tijuana, Baja California, formada en el verano del año 2000. El grupo está influenciado por música new wave de la década de 1980 y la escena punk del sur de California.
Su disco debut homónimo del 2005 tuvo tres videos musicales que le valieron una nominación de "Nuevo Mejor Artista" en los MTV VMA. En 2007 lanzaron Entre La Guerra y El Amor bajo una reconocida discográfica (Sony/BMG), el cual les permitió llegar a un mayor y más diversa audiencia. 
En 2010, Delux lanzó un álbum bilingüe, lo cual los ha impulsado a ser conocidos como una de las bandas más influyentes del rock en español en la era del Internet. Aparecieron en el top 100 bandas qué ver en el 2007 de Alternative Press.

## Integrantes

### Formación actual
- Mauricio Pérez  "Mo" Voz, guitarra (2000-presente)

- Leonardo Ramírez "Leo" - Voz, guitarra (2000-presente)

- Ignacio Rojas "Pelos" - Coros, Bajo (2000-2004) (2018-presente)

- Damián Dávila - Batería (2000 - 2004) (2018-presente)

### Exintegrantes
- Alejandro León “Papaz” - Bajo, Coros (2004-2012)

- Damián Dávila - Batería

## Discografía
| Año  | Álbum                     |
| ---- | ------------------------- |
| 2004 | Delux                     |
| 2007 | Entre la guerra y el amor |
| 2010 | $                         |
| 2019 | Descontrol                |

## Sencillos
| Año  | Sencillo                     | Álbum                     |
| ---- | ---------------------------- | ------------------------- |
| 2003 | "Chat Noir"                  | Delux                     |
| 2003 | "No quiero"                  | Delux                     |
| 2004 | "Más de lo que te imaginas"  | Delux                     |
| 2005 | "Apague el sol"              | Delux                     |
| 2007 | "Entre la guerra y el amor"  | Entre la guerra y el amor |
| 2007 | "Dime"                       | Entre la guerra y el amor |
| 2008 | "Quien comparte tu silencio" | Entre la guerra y el amor |
| 2011 | "Get the money"              | $                         |
| 2012 | "Hey Lover"                  | $                         |
| 2013 | "Alarma!!!"                  | $                         |
| 2013 | "To live & die in TJ"        | $                         |
| 2016 | "Tu piel"                    | Sin álbum                 |
| 2017 | "Cictrices"                  | Sin álbum                 |
| 2017 | "Sirenas"                    | Sin álbum                 |
| 2017 | "Lentamente"                 | Descontrol                |
| 2019 | "DDM" con Scott Russo        | Descontrol                |
| 2019 | "Purgatorio"                 | Descontrol                |
| 2019 | "Descontrol"                 | Descontrol                |

## Lista de Referencia
1. ↑  «DELUX». www.facebook.com. Consultado el 27 de agosto de 2019.
2. ↑  «Delux». Spotify. Consultado el 27 de agosto de 2019.

- Datos: Q5254914